# Aryeh Lev Stollman
Aryeh Lev Stollman (* 1954 in Detroit) ist ein US-amerikanischer Autor und Neuroradiologe.

## Leben
Stollman studierte Medizin an der Yeshiva University und am Albert Einstein College of Medicine. Als Autor schrieb er mehrere Bücher. Für sein Buch The Far Euphrates erhielt er 1998 den Lambda Literary Award.

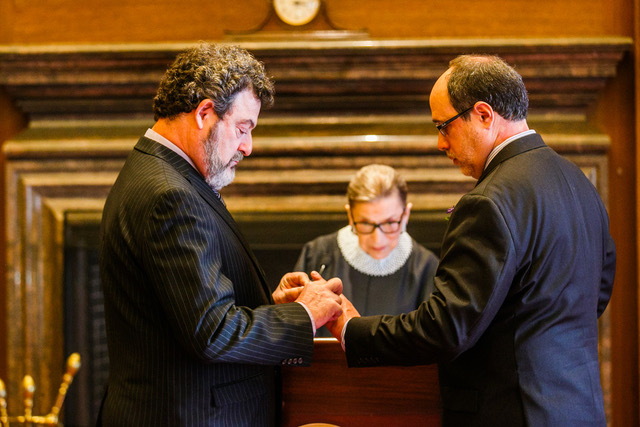
Picker, Aryeh Lev Stollman und Ruth Bader Ginsburg

Seit 1980 ist Aryeh Lev Stollman mit dem US-amerikanischen Komponisten Tobias Picker liiert. Sie wurden am 9. März 2016 am Obersten Gerichtshof der Vereinigten Staaten von der Bundesrichterin Ruth Bader Ginsburg standesamtlich getraut.

## Werke (Auswahl)
- 1997: The Far Euphrates (ISBN 1-57322-697-1)
- 2002: The Illuminated Soul (ISBN 978-1-57322-201-3)
- 2003: The Dialogues of Time and Entropy (ISBN 978-1-57322-375-1)

### Auf Deutsch
- Der ferne Euphrat. Roman. Aus dem Amerikanischen von Michael Hofmann. Kindler, München 1998, ISBN 978-3-463-40324-3
- Im Spiegel meiner Seele. Roman. Aus dem Amerikanischen von Gisela Stege. Droemer, München 2002, ISBN 978-3-426-19553-6

## Auszeichnungen (Auswahl)
- 1998: Lambda Literary Award (Gay men’s fiction) für The Far Euphrates